# Paraset

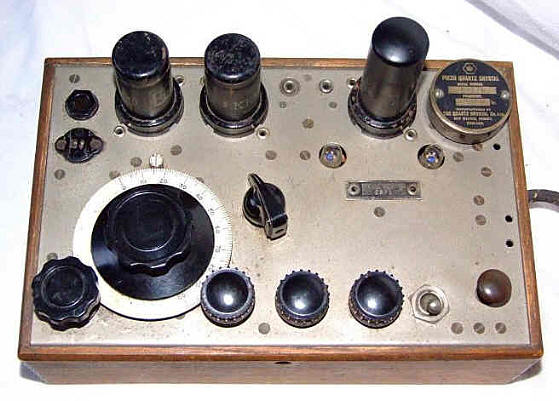
Оригинальный Paraset в деревянном футляре. Лампы расположены в ряд вдоль верхнего края панели, две лампы слева — приёмник, правая — передатчик. Справа от лампы передатчика — кварцевый резонатор, слева — гнёзда антенны и заземления, ниже две лампочки — индикаторы настройки передатчика. Большая ручка со шкалой и маленькая слева от неё — настройка приёмника. Справа от них — ручка регулировки обратной связи в регенеративном детекторе, две ручки и тумблер настройки передатчика и согласования с антенной. Кнопка в правом нижнем углу — головка телеграфного ключа. В левом верхнем углу — разъёмы питания и наушников. Ручка-«клювик» в центре — переключатель «приём-передача».

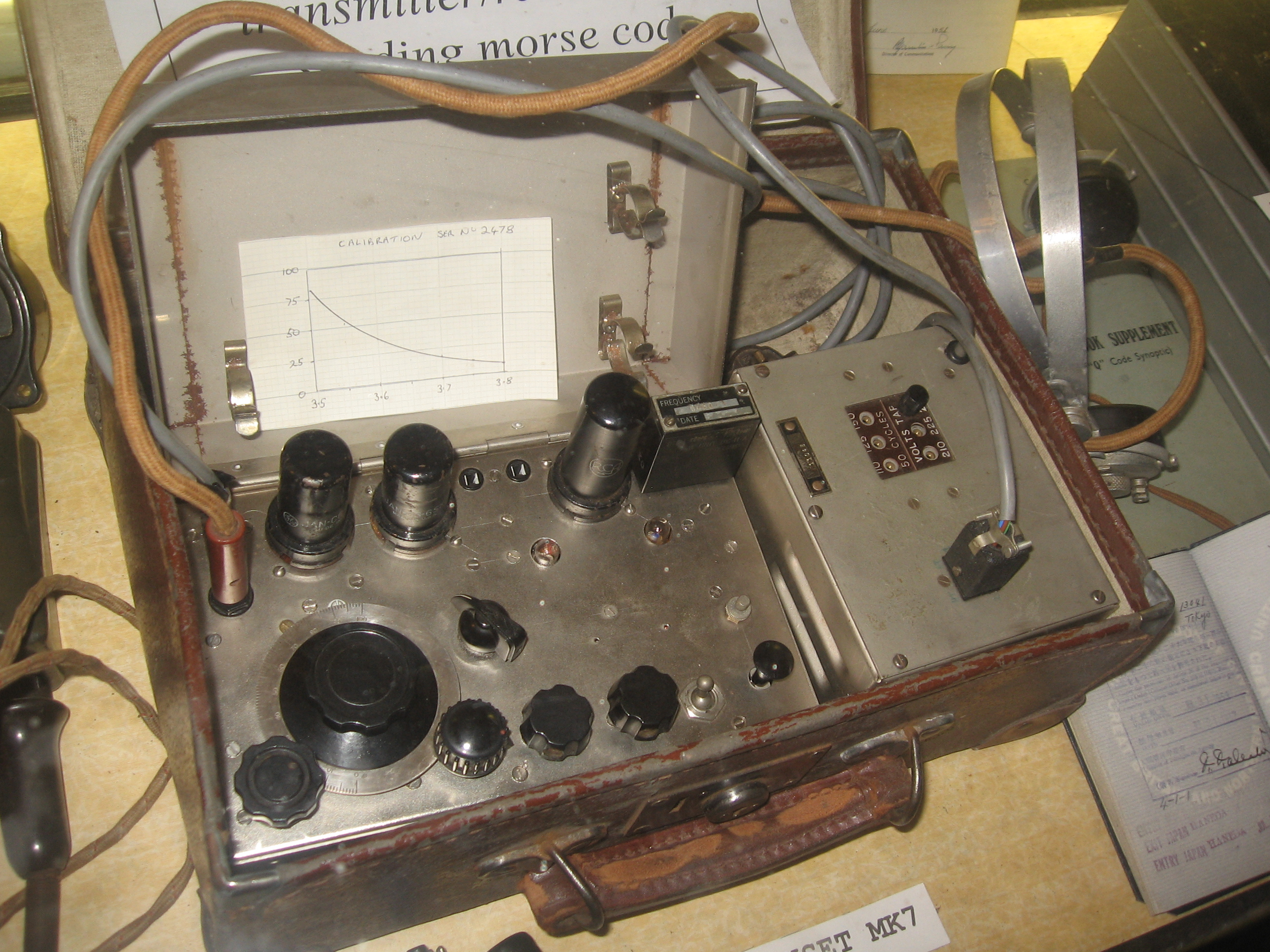
Комплект с источником питания в чемоданчике.

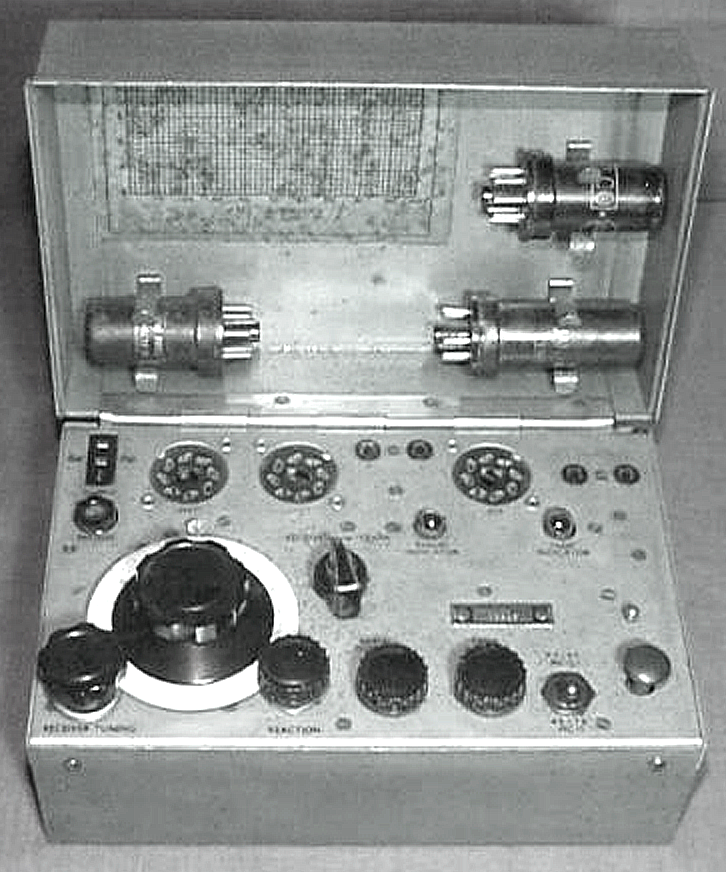
Одна из многочисленных реплик (весьма точно соответствующая оригиналу). Лампы и кварц сняты. На крышке видна градуировочная таблица для настройки приёмника.

Paraset (Whaddon Mk VII) — малогабаритная коротковолновая радиостанция специального назначения, производившаяся в Великобритании во время Второй мировой войны для Управления специальных операций (SOE). Применялась агентами SOE и военной разведки MI-6.

## История
Рацию Mk VII для оснащения английских разведчиков-нелегалов разработали в 1941 г. в радиоцентре MI-6 Уэддон (Whaddon) в Бакингемшире. Название «Paraset», скорее всего, неофициальное, произведённое от слов «парашют» и англ. set — установка, комплект (английские радиосредства официально именовались тогда англ. Wireless set — беспроволочная установка). Разработкой руководил инженер Деннис Смит (Dennis Smith). В 1942 г. мастерские Уэддона изготовили около 20 раций Mk VII для испытаний. В 1943 г. началось их серийное производство (сотни экземпляров) на заводе в Литл-Хорвуде. Первые серии изготовили в деревянных футлярах, позже перешли на металлические. Техническая документация «Парасета» не сохранилась (документацию на специальную технику времён войны уничтожили по распоряжению У. Черчилля), поэтому полных и достоверных данных об устройстве и характеристиках «Парасета» нет. Ценную информацию сохранил в своё время ныне покойный бельгийский радиолюбитель Ioe le Suisse, позывной ON5LJ. Некоторые подробности о создании рации известны от её участников — бывших сотрудников радиоцентра Уэддон. Любители провели большую изыскательскую работу, тем не менее остались разночтения в схеме и деталях конструкции рации. Вероятно, выпускалось несколько вариантов с мелкими отличиями.
Небольшая мощность передатчика оказалась достаточной, чтобы сигналы с континента — из Франции, Бельгии, Нидерландов — могли уверенно принимать в Уэддоне. Все зависело от того, насколько качественную антенну мог развернуть агент. Кроме того, в середине 1940-х гг. наблюдался максимум солнечной активности, что способствовало дальней связи на коротких волнах. Приёмник «Парасета» был регенеративный, и для приёма телеграфных сигналов его нужно было вводить в режим генерации, то есть рация излучала радиосигнал даже в режиме приёма. Это обстоятельство могло облегчить противнику пеленгацию нелегальной радиостанции. Однако измерения показывают, что у «Парасета» уровень этого паразитного излучения очень мал благодаря продуманной конструкции.

## Техническое описание
Радиостанция Whaddon Mk VII — коротковолновая, телеграфная, симплексная, с батарейным питанием, на трёх октальных радиолампах с металлическим баллоном. Раздельные приёмник и передатчик смонтированы в одном футляре (деревянном или стальном). Все органы управления, ламповые панельки, гнездо кварцевого резонатора, клеммы питания и антенны расположены на панели под откидной крышкой футляра. В нерабочем положении все лампы вынимают из панелек и закрепляют под крышкой на держателях. Размеры стального футляра примерно 230×140×120 мм. Весь комплект с источником питания и принадлежностями помещался в небольшой чемоданчик и весил несколько килограммов.
Приёмник прямого усиления с регенеративным детектором и одним каскадом усиления низкой частоты (0-V-1), на двух лампах (пентодах 6SK7). Работает в диапазоне 3,2…8 МГц с плавной перестройкой.
Передатчик — автогенератор на лучевом тетроде 6V6, работает на фиксированных частотах в пределах 4,5…7,6 МГц с кварцевой стабилизацией. Кварцевый резонатор сменный. Род работы — амплитудная манипуляция. Выходная мощность — около 5 Вт. Телеграфный ключ встроен в футляр приёмопередатчика.
В качестве антенны применялся обычно одиночный провод длиной около 20 м.
Источник питания — 6-вольтовая батарея и вибропреобразователь. Выпускался также блок питания от сети переменного тока.
Переключение приём-передача осуществляется подачей анодного напряжения на лампы приёмника или передатчика соответственно и переключением антенны.

## Paraset сегодня
В Великобритании и других странах имеется немало энтузиастов, которые восстанавливают сохранившиеся экземпляры «Парасетов», а чаще строят более или менее соответствующие оригиналу копии (реплики) и работают на них в эфире. Недостающие детали образца 40-х годов изготавливают заново или маскируют под них современные компоненты. Существуют даже реплики, в которых в муляжах ламп спрятаны транзисторы.
Известны по крайней мере три действующие реплики, построенные в России (Александр Крылов, UA3IPS, Бежецк; Олег Чернов, RV6HTZ, Невинномысск; Рафаэль Назмутдинов, UB4PMD, Набережные Челны), и одна — на Украине (Александр Наумов, UT4FJ, Одесса). Они собраны на советских аналогах оригинальных ламп — 6К3 вместо 6SK7 и 6П9 или 6П6С вместо 6V6.